# 사랑만 할래
《사랑만 할래》는 2014년 6월 2일부터 2014년 12월 12일까지 방영된 SBS 일일드라마이며 집필자 최윤정 작가는 2010년 같은 채널 《세 자매》이후 4년 만에 집필활동을 재개했는데 2001년부터 2006년까지 더체인지(구 김종학프로덕션), 에이엠문과 함께 4차례에 걸쳐 드라마 대본 집필 전속 계약을 체결했지만 더체인지의 동의 없이 SBS 《세 자매》 제작에 참여했고 이 과정에서 더체인지는 2010년 8월 21일 최윤정 작가와 에이엠문을 상대로 선급금 반환 청구 소송을 제기했으며 이 같은 사건 때문에 최윤정 작가는 《세 자매》 이후 한동안 집필을 중단했다가 해당 작품으로 집필을 재개했다.

## 기획 의도
혈육과 입양, 부유와 가난, 연상 연하의 편견을 이겨낼 상큼 발랄 여섯 남녀의 로맨스와 그들을 둘러싼 어른들의 따뜻한 가족 이야기

## 등장인물

### 주요 인물
- 서하준 : 김태양 역 - 성진종합병원 봉직의
- 임세미 : 최유리 역 - 동준의 장녀
- 이규한 : 최재민 역 - 명준의 아들, DS어패럴 상무
- 김예원 : 홍미래 역 - 우주의 연상녀
- 남보라 : 김샛별 역 - 태양의 사촌 여동생, 우주의 친여동생
- 윤종훈 : 김우주 역 - 태양의 사촌남동생, 우주의 친오빠

### 김태양 주변인물
- 정성모 : 김상배 역 - 태양, 우주, 샛별의 부친
- 송옥숙 : 오말숙 역 - 태양, 우주, 샛별의 모친
- 윤소정 : 양양순 역 - 상배의 모친
- 정혜선 : 우점순 역 - 말숙의 모친
- 한서진 : 김수아 역 - 샛별의 딸

### 최유리 주변인물
- 길용우 : 최동준 역 - 유리, 유빈의 부친, 성진종합병원 원장
- 이응경 : 이영란 역 - 태양의 생모, 유리, 유빈의 계모
- 이현욱 : 최유빈 역 - 유리의 남동생, 성진종합병원 의사
- 서우림 : 강민자 역 - 동준, 명준의 모친, 성진종합병원 이사장

### 최재민 주변인물
- 노영국 : 최명준 역 - 동준의 동생, DS어패럴 사장
- 오미희 : 정숙희 역 - 명준의 처
- 김나영 : 천안댁 역 - 명준네 가정부

### 홍미래 주변인물
- 이정은 : 박순자 역 - 미래의 모친
- 신수정 : 현주 역 - 순자의 가게 종업원

### 그 외 인물
- 최대성 : 주실장 역
- 주현진 : 방송 스텝 역
- 최대호
- 차영옥
- 박하이
- 윤미향
- 민준현
- 정병호 : 부원장 역
- 고은이
- 최다빈 : 최유리의 후배 역
- 길소라
- 유재동 : 김우주의 친구 재동 역
- 이준희
- 전진기
- 이현걸 : 박준철 검사 역
- 조성희 : 이명재 역
- 이우진 : 도박장 주인 역
- 김소라
- 홍승범
- 최효현 : 동준 비서 역

### 특별출연
- 박진주 : 샛별 친구 역
- 김권 : 축구선수 역
- 나광훈 : 중국 바이어 역
- 견미리 : 수간호사 역
- 송재희 : 강성재 역
- 백승현 : 이영철 역 - 영란의 동생
- 이정성 : 최 변호사 역
- 장준호 : 김변호사 역
- 박규점 : 박이사 역
- 인성호 : 형사 역
- 미상 : 김만배 역

## 시청률
아래의 파란색 숫자는 '최저 시청률'이고, 빨간색 숫자는 '최고 시청률'입니다. 시청률 조사회사와 지역별로 시청률에 차이가 있을 수 있습니다.
| 2014년  | 2014년    | 2014년         | 2014년       | 2014년         | 2014년       |
| 회차    | 방송일    | TNmS 시청률    | TNmS 시청률  | AGB 시청률     | AGB 시청률   |
| 회차    | 방송일    | 대한민국(전국) | 서울(수도권) | 대한민국(전국) | 서울(수도권) |
| ------- | --------- | -------------- | ------------ | -------------- | ------------ |
| 제1회   | 6월 2일   | 8.3%           | 9.4%         | 7.8%           | 8.8%         |
| 제2회   | 6월 3일   | 7.1%           | 8.0%         | 6.3%           | 6.9%         |
| 제3회   | 6월 5일   | 5.6%           | 5.9%         | 6.4%           | 7.2%         |
| 제4회   | 6월 6일   | 4.3%           | 4.8%         | 5.3%           | 6.1%         |
| 제5회   | 6월 9일   | 6.2%           | 6.9%         | 6.3%           | 6.7%         |
| 제6회   | 6월 10일  | 5.8%           | 6.0%         | 5.9%           | 6.6%         |
| 제7회   | 6월 11일  | 5.2%           | 5.9%         | 6.0%           | 6.2%         |
| 제8회   | 6월 12일  | 5.4%           | 6.1%         | 6.0%           | 6.3%         |
| 제9회   | 6월 13일  | 5.9%           | 6.7%         | 6.0%           | 6.7%         |
| 제10회  | 6월 16일  | 5.4%           | 5.6%         | 6.1%           | 6.3%         |
| 제11회  | 6월 17일  | 5.4%           | 6.1%         | 5.5%           | 5.6%         |
| 제12회  | 6월 18일  | 4.9%           | 5.5%         | 5.8%           | 6.0%         |
| 제13회  | 6월 19일  | 5.9%           | 6.4%         | 6.0%           | 6.2%         |
| 제14회  | 6월 20일  | 5.3%           | 6.3%         | 5.7%           | 6.2%         |
| 제15회  | 6월 23일  | 5.9%           | 6.9%         | 6.6%           | 7.5%         |
| 제16회  | 6월 24일  | 5.4%           | 5.9%         | 6.3%           | 6.6%         |
| 제17회  | 6월 25일  | 5.1%           | 5.7%         | 5.9%           | 6.8%         |
| 제18회  | 6월 26일  | 7.3%           | 7.9%         | 6.8%           | 7.3%         |
| 제19회  | 6월 27일  | 7.7%           | 8.3%         | 7.9%           | 9.1%         |
| 제20회  | 6월 30일  | 7.6%           | 7.7%         | 7.6%           | 8.1%         |
| 제21회  | 7월 1일   | 7.4%           | 7.7%         | 7.6%           | 8.2%         |
| 제22회  | 7월 2일   | 7.2%           | 7.7%         | 7.2%           | 7.7%         |
| 제23회  | 7월 3일   | 3.2%           | 3.8%         | 4.0%           | 4.2%         |
| 제24회  | 7월 4일   | 7.2%           | 7.9%         | 6.8%           | 7.5%         |
| 제25회  | 7월 7일   | 6.7%           | 7.7%         | 7.0%           | 7.6%         |
| 제26회  | 7월 8일   | 7.4%           | 8.4%         | 8.0%           | 9.0%         |
| 제27회  | 7월 9일   | 7.3%           | 7.5%         | 7.9%           | 8.8%         |
| 제28회  | 7월 10일  | 7.5%           | 8.5%         | 8.0%           | 8.5%         |
| 제29회  | 7월 11일  | 7.5%           | 7.9%         | 8.4%           | 9.3%         |
| 제30회  | 7월 14일  | 6.4%           | 7.2%         | 7.2%           | 7.7%         |
| 제31회  | 7월 15일  | 7.3%           | 8.1%         | 8.4%           | 9.1%         |
| 제32회  | 7월 16일  | 7.1%           | 7.2%         | 7.3%           | 7.8%         |
| 제33회  | 7월 17일  | 8.3%           | 8.7%         | 7.6%           | 7.8%         |
| 제34회  | 7월 18일  | 7.5%           | 7.8%         | 7.6%           | 8.4%         |
| 제35회  | 7월 21일  | 7.0%           | 7.4%         | 7.2%           | 7.6%         |
| 제36회  | 7월 22일  | 6.5%           | 7.1%         | 7.3%           | 8.6%         |
| 제37회  | 7월 23일  | 7.1%           | 7.3%         | 7.4%           | 8.4%         |
| 제38회  | 7월 24일  | 5.6%           | 5.9%         | 6.4%           | 6.7%         |
| 제39회  | 7월 25일  | 7.7%           | 8.3%         | 7.4%           | 8.4%         |
| 제40회  | 7월 28일  | 7.9%           | 8.4%         | 7.6%           | 8.1%         |
| 제41회  | 7월 29일  | 6.8%           | 7.2%         | 6.8%           | 7.4%         |
| 제42회  | 7월 30일  | 6.1%           | 6.8%         | 6.8%           | 7.9%         |
| 제43회  | 7월 31일  | 6.5%           | 7.5%         | 6.8%           | 7.7%         |
| 제44회  | 8월 1일   | 7.7%           | 7.7%         | 7.3%           | 7.4%         |
| 제45회  | 8월 4일   | 8.1%           | 8.1%         | 7.5%           | 7.8%         |
| 제46회  | 8월 5일   | 7.4%           | 8.6%         | 8.1%           | 9.0%         |
| 제47회  | 8월 6일   | 8.2%           | 8.4%         | 8.4%           | 9.9%         |
| 제48회  | 8월 7일   | 7.7%           | 8.2%         | 8.0%           | 9.1%         |
| 제49회  | 8월 8일   | 8.0%           | 8.6%         | 8.1%           | 8.5%         |
| 제50회  | 8월 11일  | 8.4%           | 9.6%         | 7.9%           | 8.9%         |
| 제51회  | 8월 12일  | 7.5%           | 8.6%         | 8.1%           | 8.8%         |
| 제52회  | 8월 13일  | 8.5%           | 9.4%         | 8.8%           | 9.4%         |
| 제53회  | 8월 14일  | 8.1%           | %            | 8.7%           | 9.2%         |
| 제54회  | 8월 15일  | 7.9%           | 8.1%         | 8.2%           | 8.6%         |
| 제55회  | 8월 18일  | 10.2%          | 10.6%        | 9.6%           | 10.2%        |
| 제56회  | 8월 19일  | 9.0%           | 9.3%         | 8.3%           | 8.9%         |
| 제57회  | 8월 20일  | 7.8%           | 8.2%         | 8.5%           | 9.2%         |
| 제58회  | 8월 21일  | 9.3%           | 9.9%         | 9.4%           | 10.5%        |
| 제59회  | 8월 22일  | 9.0%           | 9.5%         | 8.9%           | 9.5%         |
| 제60회  | 8월 25일  | 9.6%           | 9.7%         | 9.9%           | 10.2%        |
| 제61회  | 8월 26일  | 9.3%           | 10.3%        | 9.3%           | 10.3%        |
| 제62회  | 8월 27일  | 8.7%           | 9.0%         | 8.8%           | 9.1%         |
| 제63회  | 8월 28일  | 8.5%           | 8.3%         | 9.1%           | 10.0%        |
| 제64회  | 8월 29일  | 9.4%           | 9.8%         | 9.5%           | 10.7%        |
| 제65회  | 9월 1일   | 10.1%          | 10.5%        | 9.7%           | 10.1%        |
| 제66회  | 9월 2일   | 9.4%           | 10.0%        | 8.8%           | 9.0%         |
| 제67회  | 9월 3일   | 10.1%          | 11.1%        | 10.2%          | 10.8%        |
| 제68회  | 9월 4일   | 8.9%           | 9.1%         | 9.0%           | 9.4%         |
| 제69회  | 9월 8일   | 8.5%           | 9.5%         | 7.1%           | 6.9%         |
| 제70회  | 9월 9일   | 11.3%          | 10.5%        | 10.1%          | 10.6%        |
| 제71회  | 9월 10일  | 12.0%          | 12.2%        | 11.2%          | 11.6%        |
| 제72회  | 9월 11일  | 10.6%          | 10.9%        | 10.0%          | 11.4%        |
| 제73회  | 9월 12일  | 10.9%          | 11.9%        | 10.7%          | 11.2%        |
| 제74회  | 9월 15일  | 10.5%          | 11.0%        | 9.4%           | 9.8%         |
| 제75회  | 9월 16일  | 9.7%           | 10.2%        | 10.1%          | 11.0%        |
| 제76회  | 9월 17일  | 9.6%           | 10.4%        | 10.5%          | 11.3%        |
| 제77회  | 9월 18일  | 10.7%          | 10.7%        | 9.4%           | 9.4%         |
| 제78회  | 9월 23일  | 12.1%          | 12.9%        | 12.1%          | 12.4%        |
| 제79회  | 10월 6일  | 9.9%           | 10.0%        | 9.9%           | 10.4%        |
| 제80회  | 10월 7일  | 9.8%           | 10.3%        | 9.3%           | 9.7%         |
| 제81회  | 10월 8일  | 9.1%           | 9.6%         | 9.0%           | 9.5%         |
| 제82회  | 10월 9일  | 9.0%           | 9.7%         | 9.4%           | 9.8%         |
| 제83회  | 10월 10일 | 9.9%           | 10.4%        | 9.2%           | 9.6%         |
| 제84회  | 10월 13일 | 10.7%          | 10.6%        | 10.4%          | 10.4%        |
| 제85회  | 10월 15일 | 9.1%           | 9.5%         | 9.3%           | 9.9%         |
| 제86회  | 10월 16일 | 9.1%           | 9.0%         | 8.8%           | 9.3%         |
| 제87회  | 10월 17일 | 10.2%          | 10.5%        | 9.0%           | 9.5%         |
| 제88회  | 10월 20일 | 10.2%          | 10.4%        | 9.0%           | 9.3%         |
| 제89회  | 10월 21일 | 10.5%          | 10.0%        | 10.1%          | 10.1%        |
| 제90회  | 10월 23일 | 9.6%           | 10.4%        | 10.2%          | 10.9%        |
| 제91회  | 10월 24일 | 11.8%          | 11.6%        | 11.9%          | 12.3%        |
| 제92회  | 10월 28일 | 12.7%          | 12.5%        | 11.5%          | 12.3%        |
| 제93회  | 10월 29일 | 8.3%           | 8.5%         | 10.2%          | 11.0%        |
| 제94회  | 10월 30일 | 10.7%          | 10.6%        | 9.9%           | 10.9%        |
| 제95회  | 11월 3일  | 10.5%          | 11.2%        | 10.5%          | 10.9%        |
| 제96회  | 11월 4일  | 13.1%          | 13.0%        | 12.5%          | 12.7%        |
| 제97회  | 11월 5일  | 11.1%          | 12.5%        | 10.9%          | 11.3%        |
| 제98회  | 11월 6일  | 10.2%          | 10.6%        | 11.0%          | 11.0%        |
| 제99회  | 11월 7일  | 13.9%          | 14.4%        | 12.6%          | 13.0%        |
| 제100회 | 11월 10일 | 11.9%          | 12.7%        | 11.5%          | 12.0%        |
| 제101회 | 11월 12일 | 9.9%           | 10.3%        | 9.4%           | 9.7%         |
| 제102회 | 11월 13일 | 10.2%          | 10.6%        | 9.7%           | 9.7%         |
| 제103회 | 11월 14일 | 10.1%          | 10.1%        | 9.8%           | 10.5%        |
| 제104회 | 11월 17일 | 10.6%          | 11.0%        | 10.3%          | 10.4%        |
| 제105회 | 11월 18일 | 11.5%          | 10.9%        | 10.0%          | 10.4%        |
| 제106회 | 11월 19일 | 10.9%          | 11.0%        | 10.6%          | 11.3%        |
| 제107회 | 11월 20일 | 10.8%          | 10.6%        | 11.3%          | 12.0%        |
| 제108회 | 11월 21일 | 11.4%          | 11.5%        | 11.7%          | 11.9%        |
| 제109회 | 11월 24일 | 12.2%          | 12.5%        | 11.8%          | 12.3%        |
| 제110회 | 11월 25일 | 11.3%          | 11.1%        | 11.1%          | 11.7%        |
| 제111회 | 11월 26일 | 11.7%          | 12.3%        | 11.7%          | 12.7%        |
| 제112회 | 11월 27일 | 11.7%          | 12.3%        | 11.7%          | 11.8%        |
| 제113회 | 11월 28일 | 12.7%          | 13.1%        | 13.0%          | 13.1%        |
| 제114회 | 12월 1일  | 12.5%          | 12.7%        | 12.3%          | 12.3%        |
| 제115회 | 12월 2일  | 12.1%          | 12.2%        | 12.7%          | 13.3%        |
| 제116회 | 12월 3일  | 11.7%          | 12.3%        | 12.3%          | 12.5%        |
| 제117회 | 12월 4일  | 11.9%          | 12.2%        | 12.6%          | 13.3%        |
| 제118회 | 12월 5일  | 12.2%          | 12.7%        | 12.7%          | 13.1%        |
| 제119회 | 12월 8일  | 11.9%          | 12.6%        | 11.7%          | 12.3%        |
| 제120회 | 12월 9일  | 12.0%          | 12.4%        | 11.3%          | 11.5%        |
| 제121회 | 12월 10일 | 13.0%          | 14.2%        | 12.2%          | 12.5%        |
| 제122회 | 12월 11일 | 12.9%          | 13.6%        | 12.8%          | 13.0%        |
| 제123회 | 12월 12일 | 13.2%          | 12.8%        | 13.3%          | 13.6%        |

## 결방 사유 및 연장
- 2014년 6월 4일 : 제6회 전국동시지방선거 개표방송으로 인해 결방되었다.
- 2014년 9월 5일 : SBS 스포츠 축구 국가대표 평가전《대한민국 VS 베네수엘라》 중계 방송으로 인해 결방되었다.
- 2014년 9월 19일 : 2014 인천 아시안 게임 개회식 생방송으로 인해 결방되었다.
- 2014년 9월 22일 : 2014 인천 아시안 게임 중계 방송으로 인해 결방되었다.
- 2014년 9월 24일 ~ 9월 26일 : 2014 인천 아시안 게임 중계 방송으로 인해 결방되었다.
- 2014년 9월 29일 ~ 9월 30일 : 인천 2014 특집 SBS 8 뉴스 편성으로 인해 결방되었다.
- 2014년 10월 1일 : 2014 인천 아시안 게임 리듬체조 개인 예선 단체 결선 중계 방송으로 인해 결방되었다.
- 2014년 10월 2일 ~ 10월 3일 : 2014 인천 아시안 게임 중계 방송으로 인해 결방되었다.
- 2014년 10월 14일 : SBS 스포츠 축구 국가대표 평가전 《대한민국 VS 코스타리카》중계 방송으로 인해 결방되었다.
- 2014년 10월 22일 : SBS 스포츠 2014년 한국프로야구 준플레이오프 2차전 LG 트윈스 VS NC 다이노스 중계방송으로 인해 결방되었다.
- 2014년 10월 27일 : SBS 스포츠 2014년 한국프로야구 플레이오프 1차전 LG 트윈스 VS 넥센 히어로즈 중계방송으로 인해 결방되었다.
- 2014년 10월 31일 : SBS 스포츠 2014년 한국프로야구 플레이오프 4차전 넥센 히어로즈 VS LG 트윈스 중계방송으로 인해 결방되었다.
- 2014년 11월 11일 : SBS 스포츠 2014년 한국시리즈 6차전 삼성 라이온즈 VS 넥센 히어로즈 중계방송으로 인해 결방되었다.
- 2014년 11월 20일 : 사랑만 할래 방영 분량이 120부작에서 3회 연장되어 123부작으로 변경 및 확정되었다.[4]

## 수상
- 2014년 제3회《에이판 스타 어워즈》여자 신인상 남보라
- 2014년 SBS 연기대상 뉴스타상 서하준 & 남보라

## 경쟁 프로그램
- 사랑은 노래를 타고
- 고양이는 있다
- 당신만이 내사랑(이상 KBS 1TV)
- 천상여자
- 뻐꾸기 둥지
- 달콤한 비밀(이상 KBS 2TV)
- 빛나는 로맨스
- 소원을 말해봐(이상 MBC TV)

## 참고 사항
- 공동 제작사인 SBS 드라마플러스가 SBS 프로덕션의 제작부문을 합병한 뒤 두 번째로 외주제작한 일일극이었다.[5]
- 남자 주인공이 아내와 딸, 그리고 아내의 또다른 아들에게 온갖 악행을 저지르다 자살로 생을 마감하는 내용을 전개하면서, 납치, 감금, 폭행, 생매장, 자살시도 등의 내용을 내보내어 방송통신심의위원회로부터 '경고' 조치를 받았다.[6]